# 214 Aschera
Aschera /əˈʃɪərə/ (định danh hành tinh vi hình: 214 Aschera) là một tiểu hành tinh kiểu E ở vành đai chính. Ngày 29 tháng 2 năm 1880, nhà thiên văn học người Áo Johann Palisa phát hiện tiểu hành tinh Aschera khi ông thực hiện quan sát ở Pola và đặt tên nó theo tên nữ thần Asherah của thành phố Sidon.